# Grange des Antonistes
La grange des Antonistes est un entrepôt médiéval de l’ancienne commanderie Saint-Antoine datant du XIVe siècle. Elle est située rue des Piques, en contrebas de la cathédrale dans le quartier du vieux Metz.

## Contexte historique
La bourgeoisie de Metz s’enrichissant, elle fait de la cité une république oligarchique brillante. Les XIIIe et XIVe siècles constituent l’une des périodes les plus prospères dans l’histoire de Metz, qui compte alors près de 30 000 habitants, soit la plus grande concentration urbaine de Lorraine. Ses foires sont très fréquentées et sa monnaie, la première de la région jusqu’en 1300, est acceptée dans toute l’Europe. Pour assurer la prospérité des citadins, de nombreux greniers et entrepôts sont nécessaires. 

## Construction et aménagements
La grange de la commanderie Saint-Antoine de Pont-à-Mousson est construite par les Antonistes au début du XIVe siècle. L’édifice est un vaste bâtiment cubique crénelé, à quatre étages, avec en façade des tympans de fenêtres trilobés. Comme les autres greniers de la cité médiévale et les hôtels particuliers de l’époque, la grange des Antonistes est dotée de "murs-écrans", surmontés de merlons. Son aspect géométrique est renforcé par le percement strict des fenêtres. Ses façades et son agencement intérieur sont assez bien conservés. Le couronnement crénelé n’est pas uniforme, puisqu’il est dominé par un poste d’observation à son angle sud-est. Ce dispositif est le même que celui de certains palais italiens, notamment à Sienne et peut être rapproché de la typologie architecturale des ordres religieux et militaires de Terre Sainte. La grange a été modifiée au XVIIIe siècle, ainsi qu’au XIXe siècle.

## Affectations successives
Conçu d’abord pour servir de grenier à céréales dès la fin du XIVe siècle, l’édifice sert ensuite d’entrepôt pour la ville. Comme son nom l’indique, l’usage du bâtiment fut pendant longtemps utilitaire. La grange des Antonistes, après avoir appartenu à l’État[Quand ?] pour y abriter des services de l’État, appartient désormais à des propriétaires privés qui la mettent à disposition à des entreprises locales.
La grange fait l’objet d’un classement au titre des monuments historiques depuis le 8 novembre 1994 et d'une inscription par arrêté du 1er juillet 1930.

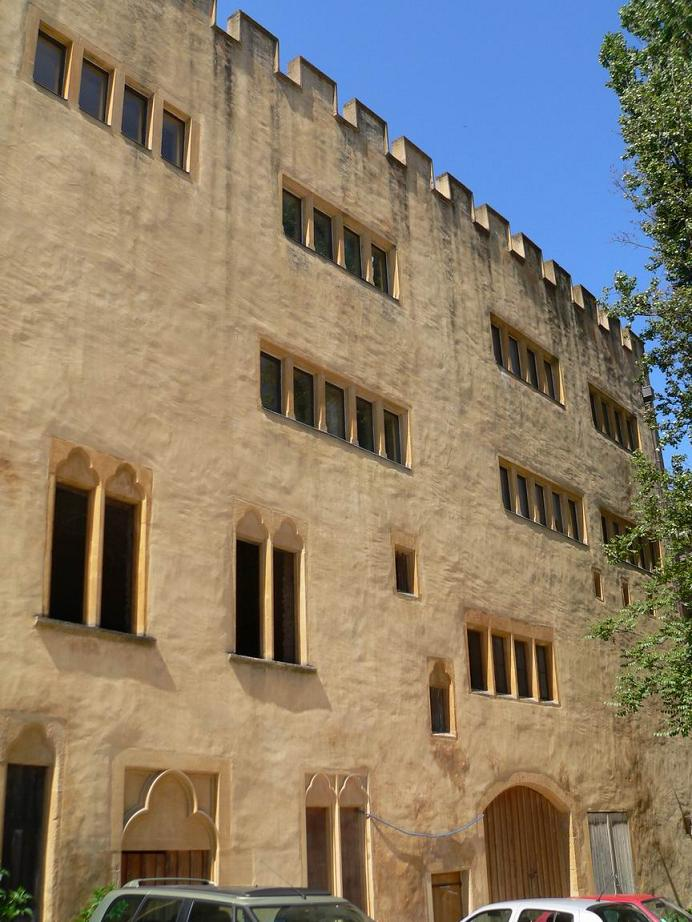
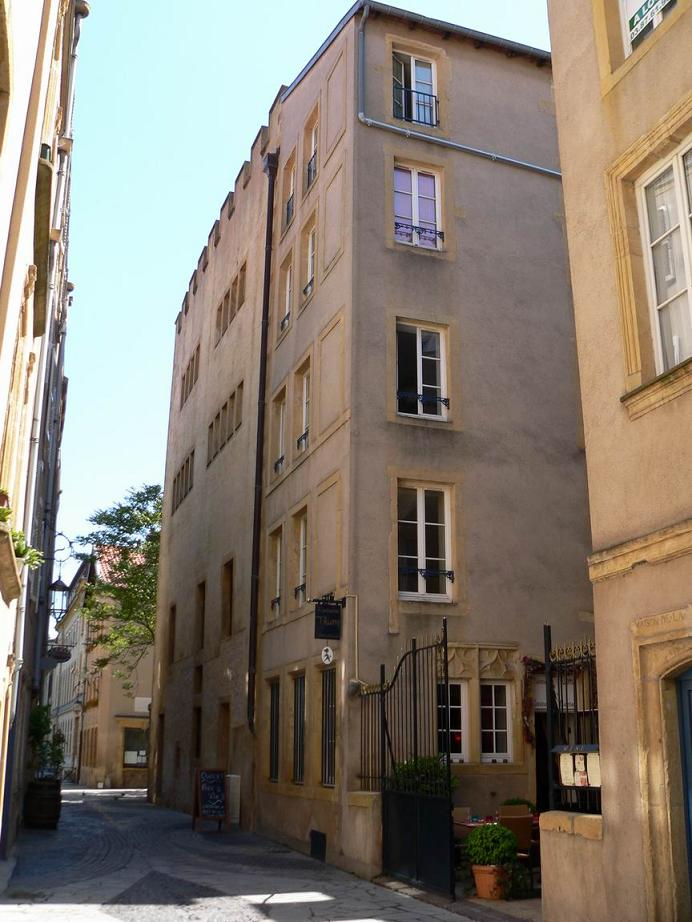
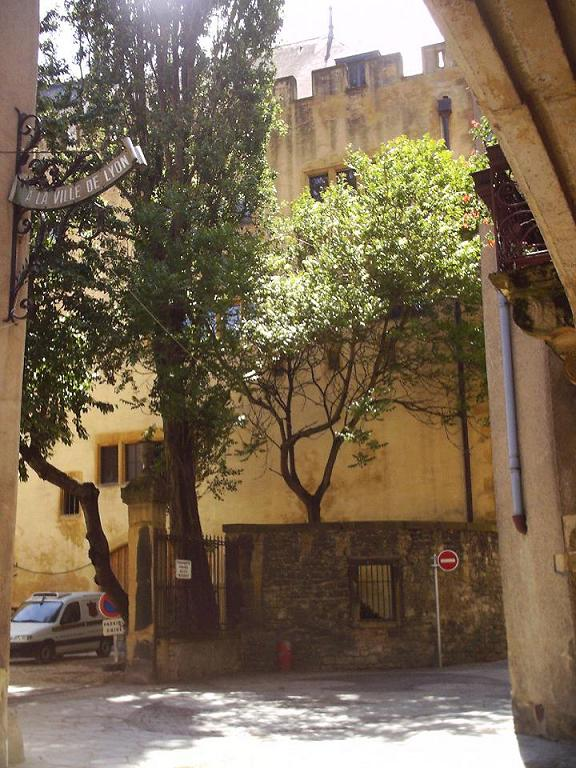
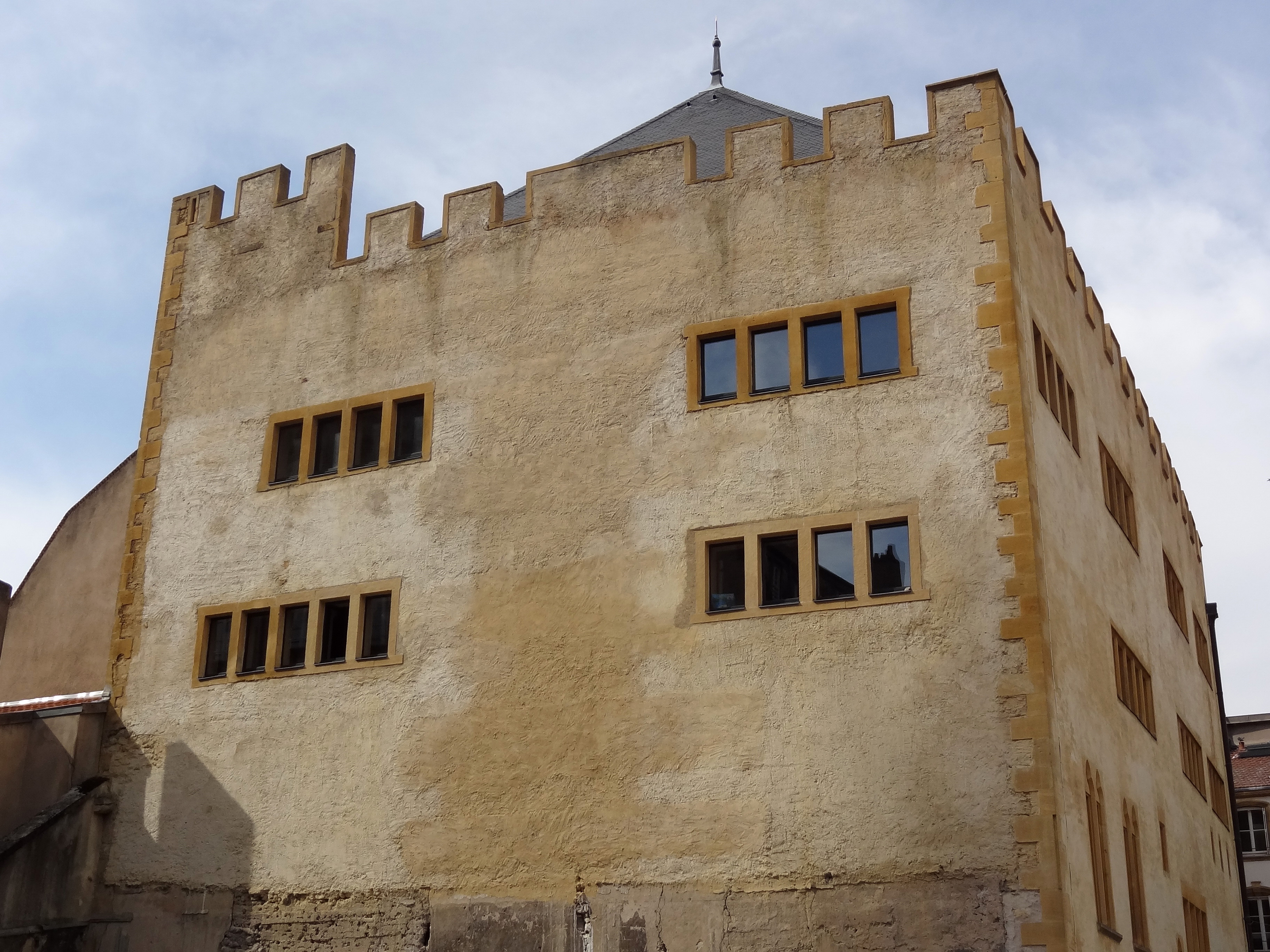